# Aurions-Idernes
Aurions-Idernes település Franciaországban, Pyrénées-Atlantiques megyében. Lakosainak száma 108 fő (2022. január 1.). Aurions-Idernes Cadillon, Arricau-Bordes, Arrosès, Crouseilles, Mont-Disse és Séméacq-Blachon községekkel határos.

## Népesség
A település népességének változása:
| Lakosok száma | 103  | 103  | 106  | 104  | 103  | 102  | 101  | 105  | 108  |
|               | 2013 | 2015 | 2016 | 2017 | 2018 | 2019 | 2020 | 2021 | 2022 |